# Magyarországi Jolán aragóniai királyné
Árpád-házi Jolán aragóniai királyné, született Jolán magyar királyi hercegnő (latinul: Hioles de Hungaria, Regina Aragonum, katalánul: Violant d'Hongria, aragóniai nyelven: reina Biolant d’Aragón / Violant d’Hongría, spanyolul: Violante de Hungría; Esztergom, 1219 után – Huesca, 1251. október 9.) magyar királyi hercegnő, házassága révén Aragónia–Katalónia királynéja és Montpellier úrnője. Ismert még Jolánta néven is. A korabeli forrásokban „Jolench (okiratokban), Hyolens, Jolans, Hioles stb. néven ismeretes.”

## Élete

### Származása és gyermekkora
Árpád-házi Jolán magyar királyi hercegnő az 1219. év végén vagy utána született az esztergomi királyi várban II. András magyar király (1176–1235) és második felesége, Courtenay Jolán konstantinápolyi latin császári hercegnő (1197–1233) egyetlen gyermekeként. Édesanyja francia főnemesi családból származott, amely a keresztes háborúk révén jelentős befolyásra tett szert, elsősorban a Szentföldön. Felmenői és távoli rokonai közé tartoztak a francia királyokat adó Capetingek. Courtenay Jolán halála után a király újranősült, így Jolán hercegnőnek összesen hat féltestvére volt, ebből ötnek az anyja a király első felesége, Merániai Gertrúd királyné, egynek pedig a harmadik felesége, Estei Beatrix. A magyar királyleány neve egyaránt előfordult Jolán és Jolánta formában is: az előbbi magyar eredetű, utóbbi ógörög és jelentése „ibolyavirág”.
Jolán hercegnő a magyar királyi udvarban nevelkedett. Édesanyja hatására az udvarban provence-i trubadúrok és vándorénekesek fordultak meg, akiktől a hercegnő megtanulta a latin nyelv ebben a korban elterjedt változatát, a romance-t. Ezenfelül sakkozni is kitűnően tudott, a játék egyik legkedveltebb időtöltése volt. A férjhezmenetelt jelentő jövőjéről a keresztény hercegnők gyámjaként IX. Gergely pápa döntött, elsősorban politikai és dinasztikus szempontokat véve figyelembe. A pápa I. Jakab aragóniai királyt választotta a magyar hercegnő jövendőbelijének, egyes feltételezések szerint azért, mert az így létrejövő magyar–aragóniai szövetség, amely magában foglalta volna a Földközi-tenger nyugati medencéjét és a délkelet-európai térséget, megfelelő ellenpólust képezhetett volna a Német-római Birodalommal szemben. Az aragóniai uralkodó a pápa határozatakor éppen válófélben volt első feleségétől, Eleonóra kasztíliai infánsnőtől. A kasztíliai hercegnő egyetlen fiúgyermekkel ajándékozta meg férjét, utána kolostorba vonult. A pápa közeli vérrokonság ürügyén felbontotta az első házasságot, az aragóniai király nagyvonalúan kárpótolta volt feleségét. Az aragóniai király és a magyar királyi hercegnő eljegyzését 1234-ben kötötték meg képviselők útján; a jegyesek egészen az esküvőig nem találkoztak egymással személyesen.

### Házassága és gyermekei
Jolánta magyar hercegnő több száz fős kísérettel utazott el az esztergomi udvarból, ahonnan negyvenhat napi járóföldre volt Barcelona, az aragóniai udvar székhelye. Az esküvőre Barcelonában került sor, 1235. szeptember 8-án tartották. II. András magyar király – akárcsak valamennyi leányának – egy drágakövekkel kirakott fejéket küldött nászajándékba. Az aragóniai uralkodó nem maradt hűséges feleségéhez, több nemesasszonnyal is viszonyt létesített; ennek ellenére a király és Jolánta hercegnő viszonya a korabeli leírások alapján nem volt boldogtalan. A házasságból összesen tíz gyermek született:
- Jolán (1236–1301), házassága révén Kasztília királynéja
- Konstancia (1239–1269), házassága révén kasztíliai infánsné
- Péter (1240–1280), később Aragónia királya, felesége Hohenstaufen Konstancia szicíliai királyi hercegnő
- Jakab (1243–1311), később Mallorca királya, felesége Esclarmonde de Foix
- Ferdinánd (1245–1250), kisgyermekként elhalálozott
- Sancha (1241–1256), apáca
- Izabella (1247–1271), házassága révén Franciaország királynéja
- Mária (1248–1267), apáca
- Sancho (1250–1275), Toledo érseke
- Eleonóra (1251–?), fiatalon elhalálozott.

### Élete az aragón királyi udvarban
Jolánta aragóniai királyné hamar megtalálta helyét új otthonában és tökéletesen beilleszkedett. Kíséretébe rokona, Dénes főispán, Bertalan pécsi püspök, valamint kézművesek és magyar nemesek is tartoztak; előbbiek hatása érezhető az aragóniai kézművességen és kelmeszövésen, utóbbiak részt vettek az arabok elleni harcokban, amiért is jelentős adományokban részesültek. A magyar királyleány életrajzírója, Brachfeld F. Olivér szavai szerint: „Jolánta olyan volt, amilyenre szüksége volt a férjének: előkelő származású, szép, jóságos és mindenekelőtt termékeny.” A királyné tíz gyermeket hozott világra, közülük többet a csatatéren, a katonai sátorban, mivel rendszerint elkísérte férjét hódító háborúira. Valencia ostromakor is jelen volt, és részt vett a város feladásáról szóló tárgyalásokon is. Az aragóniai király rendszeresen kikérte felesége véleményét és tanácsát, olykor még háborús ügyekben is. Egy korabeli feljegyzés szerint a valenciai erőd feladásakor – mikor a királyné egyébként ismét áldott állapotban volt – a mórok vezetője „bezárkózott vele [az aragóniai uralkodóval], valamint egy famulusával és a királynéval egy félreeső vendégfogadóban, hogy a megadás rendjét és részleteit tisztázzák. A dokumentumot a királyné is aláírta.” Valencia városa végül 1238. szeptember 28-án került keresztény kézre.

### Halála és emlékezete

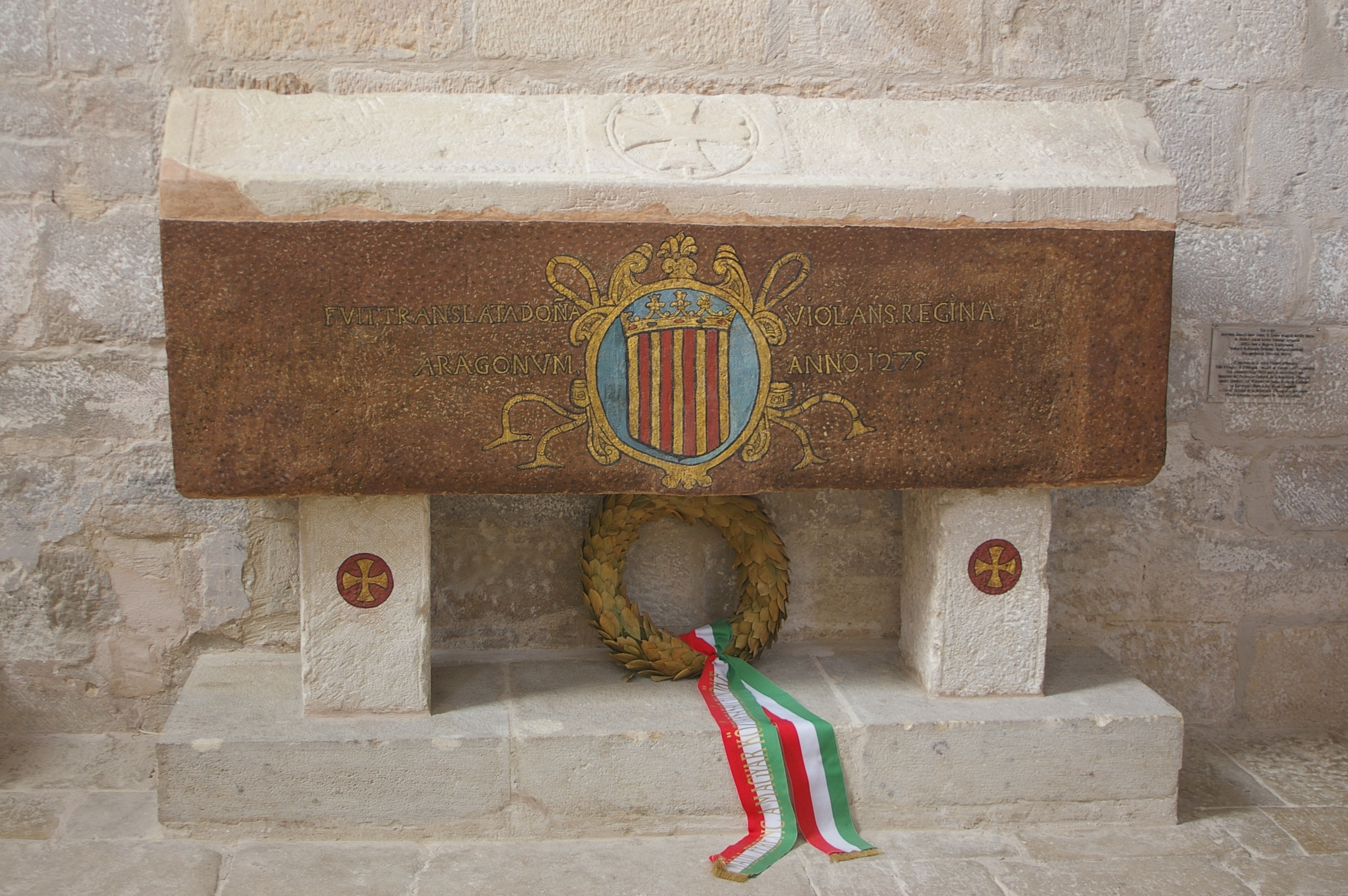
Jolánta királyné sírja a Santa María de Vallbona kolostorban

1251 októberének elején Jolánta aragóniai királyné Huesca városában pihent, amikor valószínűleg valamilyen lázas betegséget kapott el. Magához hívatta férjét, és tollba mondta neki végrendeletét: eszerint a Santa María de Vallbona kolostorban kell majd eltemetni, férjének gondoskodnia kell királynéi udvartartásáról és kincseinek elosztásáról. Kérésére férje ezer szegény embernek adott ruhát és harmincezernek osztott ennivalót, valamint a királyné személyes vagyonából adományokat juttatott kolostoroknak és zárdáknak.
Jolánta magyar királyi hercegnő és aragóniai–kasztíliai királyné 1251. október 9-én hunyt el harmincas éveinek elején. Halála után több napig tartó búcsúceremóniákat tartottak. Földi maradványait végakaratának megfelelően a Santa María de Vallbona kolostorban (Real Monasterio de Santa María de Vallbona) helyezték el; később mellé temették betegápoló apácaként szolgáló leányát, Sancha aragóniai infánsnőt is. I. Jakab aragóniai király második felesége halála után feleségül vette Teresa Gil de Vidaure nemesasszonyt.
Jolán nagyon fontos szerepet játszik a katalán és aragóniai történelemben. A királyi párt Aragóniában és Katalóniában körmeneten ünneplik. Zaragozában, Aragónia fővárosában az egyetemi kampusz jogi kari oldalán, ahol az egyetemi klub bejárata is van, utca van róla elnevezve, szemben az Aragóniai Nemzeti Koncertteremmel.
2025 áprilisában emlékművet avattak tiszteletére Valencia városában.